# 永田俊樹
永田 俊樹（ながた としき、1988年4月26日 - ）は日本で活動するミュージカル俳優、人力車俥夫である。埼玉県春日部市出身。

## 来歴
埼玉栄高等学校時代は陸上部に所属しており、陸上部には同級生の髙橋萌木子も所属していた。同級生は他にも木村文和、益田詩歩、セルヒオ・アリエル・エスクデロ、梶原慧、常幸龍貴之、上田拓馬などがいる。高校卒業後はジャッキー・チェンに憧れアクション俳優を目指して東京フィルムセンター映画・俳優専門学校（現・東京俳優・映画＆放送専門学校）に入学したが、在学中にライオン・キングを観劇したことがきっかけでミュージカル俳優志望へ転向した。同校を4期生として卒業し、2010年に劇団四季研究所へ入所した。2011年4月3日にキャナルシティ劇場で開幕したウィキッド福岡公演初日のアンサンブル1枠で初舞台出演。自身が四季を目指すきっかけとなったライオン・キングには2012年10月28日に大阪四季劇場で開幕した大阪公演初日でアンサンブル14枠役として初出演しており、その後2016年8月9日の東京公演からはシンバ役として初出演している。2023年1月をもって劇団四季を退団し、人力車俥夫に転身した。

## 主な出演作品
- ウィキッド（2011年アンサンブル1枠）
- 雪ん子（2011年仏のさぶ）
- ライオン・キング（2012年アンサンブル14枠、2016年シンバ）
- リトルマーメイド （2013年アンサンブル3枠）
- マンマ・ミーア!（2015年エディ）
- アラジン（2018年アンサンブル5枠）